# Friedrich Wilhelm von Dachenhausen
Friedrich Wilhelm von Dachenhausen (voller Name Friedrich Wilhelm Christian von Dachenhausen; * 12. März 1791 in Celle; † 23. Mai 1855 in Hannover) war Landdrost in Hannover und 1834 Begründer und Vizepräsident des Gewerbevereins für das Königreich Hannover.

## Leben
Friedrich Wilhelm von Dachenhausen entstammt einer alten, seit Beginn des 18. Jahrhunderts im Hannoverschen ansässigen Familie, deren Angehörige als Soldaten oder Beamte in kurfürstlichen Diensten standen. Der Generalmajor Johann Levin von Dachenhausen (1729–1803) soll sein Vater (wohl eher Großvater) gewesen sein.

Ein von Friedrich Wilhelm von Dachenhausen untertiteltes Schreiben von 1846 im Auftrag der Direction des Gewerbevereins... zur Entsendung von Friedrich Heeren nach England

Dachenhausen studierte nach dem Abitur von 1808 bis 1810 in Göttingen die Rechte und war dann in Verwaltungsstellen des Königreichs Westphalen in Nienburg und dann – nach der Annexion des nordwestlichen Teils dieses Satellitenstaates durch das französische Kaiserreich – als „Secretair“ bei der Mairie in Bremen tätig. Diese Stelle verließ er im Juni 1813 und schloss sich als Volontär-Unteroffizier der auf dem linken Elbufer sich formierenden, neuen Hannoverschen Armee unter General Wallmoden an und wurde dem Husaren-Regiment Estorff zugeteilt. Er kämpfte im September 1813 im Gefecht bei Göhrde, stieg in der militärischen Hierarchie schnell zum Premier-Lieutenant und Regiments-Adjudanten auf und nahm als solcher im Juni 1815 auch an der Schlacht bei Waterloo teil. Nachdem er 1816 noch zum Stabs-Rittmeister befördert worden war, trat er in den hannoverschen Verwaltungsdienst über.
1817 wurde Dachenhausen Regierungsassessor beim Regierungs-Kollegium in Hannover, 1820 Regierungsrat bei der dortigen Provinzialregierung, seit 1823 zweiter Regierungsrat bei der nunmehrigen Landdrostei Hannover und 1825 Klosterrat bei der Klosterkammer. Nach dem Ableben des bisherigen Landdrosts Ernst Georg Ludwig von Campe (Mai 1829) wurde er mit Wirkung vom 24. Juli 1829 selbst zum Landdrost in Hannover ernannt. Über von Dachenhausen heißt es: „Ohne bedeutende persönliche Energie stets wohlwollend, ein allgemein geschätzter Vermittler.“ Von 1839 bis 1855 war er Mitglied des hannoverschen Staatsrats (Abteilung für das Innere), ab 1845 auch Mitglied der Kommission der Blindenanstalt vor Hannover und der Baukommission zu Hannover. Aus Anlass seines 25-jährigen Dienstjubiläums als Landdrost wurde er 1854 zum Geheimen-Rat ernannt und von der Universität Göttingen zum Doktor beider Rechte promoviert.
Kriegsrat Carl Georg Ludolph Justus von Hattorf und der Landdrost von Dachenhausen riefen im Dezember 1833 in den Zeitungen der größeren Städte des Königreichs zur Gründung eines weiteren Gewerbevereins auf, der die Gewerbeförderung auf eine breitere Basis stellen sollte als der erste. Dieser sollte seinen Hauptsitz in Hannover haben. Als Filialen sollten außerdem Provinzial- und Lokalgewerbevereine entstehen. Der besagte Gründungsaufruf wurde von 18 Personen unterzeichnet, von denen zwölf in der höheren Verwaltung tätig und nur vier Gewerbetreibende waren. Die konstituierende Sitzung des Gewerbevereins für das Königreich Hannover fand am 27. April 1834 unter Vorsitz des hannoverschen Finanz- und Handelsministers Geheimer Kammerrat Caspar Detlev von Schulte in der Residenzstadt statt.

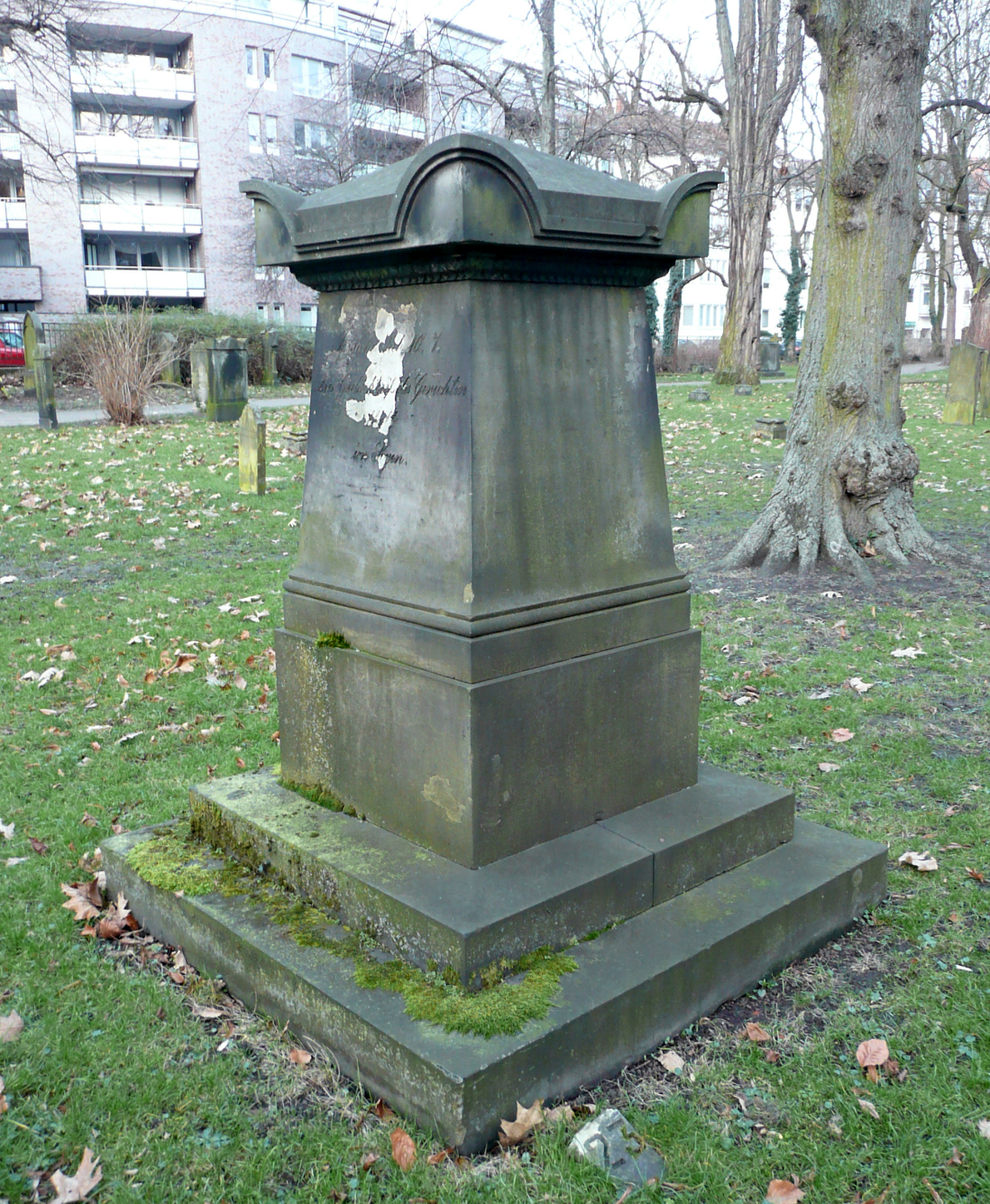
Grabmal auf dem Gartenfriedhof

Von Dachenhausen initiierte die erste Gewerbeausstellung 1835 in Hannover. Bis zu seinem Tode 1855 bewohnte von Dachenhausen das nach ihm benannte Dachenhausenpalais in der Calenberger Neustadt (Calenberger Straße 34, heute im Eigentum des Friederikenstifts).
Sein Grabmal befindet sich auf dem Gartenfriedhof.
Nach dem Tode von Dachenhausens wurde sein Palais von dem Bankier Louis Ephraim Meyer erworben und zum Firmensitz des Bankhauses Ephraim Meyer & Sohn umgenutzt.

## Ehrungen und Auszeichnungen
Dachenhausen war schon seit 1830 Ritter des Guelphen-Ordens, 1837 wurde ihm auch das Kommandeurkreuz verliehen. Er war Träger der hannoverschen Waterloo-Medaille und der Kriegs-Denkmünze für die im Jahre 1813 freiwillig in die Hannoversche Armee eingetretenen Krieger. Außerdem war er seit 1852 Ehrenritter des Preußischen Johanniter-Ordens.
1885 wurde ein Teilstück der Adolfstraße in Dachenhausenstraße umbenannt.